# Base Aérea de Boa Vista
A Base Aérea de Boa Vista - BABV é uma base da Força Aérea Brasileira localizada na cidade de Boa Vista, capital do estado de Roraima. Sua pista tem cerca de 2.760 metros.Foi ativada em 25 de agosto de 1984 e sua criação visou aumentar a presença ativa da FAB na Amazônia e, em particular, no extremo norte do país.

## Unidades aéreas
Opera na Base Aérea de Boa Vista a seguinte unidade da FAB:
- 1º Esquadrão do 3º Grupo de Aviação (1º/3º GAV), o Esquadrão Escorpião, com aeronaves de caça (ataque leve) A-29 (Embraer EMB-314 Super Tucano).

A base contava ainda com uma aeronave C-98 (Cessna 208 Caravan) para funções administrativas e missões de apoio.

## História da base
Ativada em 30 de outubro de 1984 a Base Aérea de Boa Vista é uma das mais nova bases aéreas da FAB e a única localizada no hemisfério norte. Com a criação da BABV, a FAB passou a contar com a estrutura necessária para realizar manobras e manter a superioridade aérea na região.
Inicialmente, a base sediou a 1ª Esquadrilha do 7° Esquadrão de Transporte Aéreo (7° ETA) operando com aeronaves C-95 (Embraer EMB-110 Bandeirante) e C-98 (Cessna 208 Caravan) que, entre outras missões, apoiavam os batalhões do Exército Brasileiro.
No início dos anos 1990 o governo brasileiro reviu sua política e estratégia para a Amazônia e concluiu que era necessário utilizar aeronaves com capacidade de ataque leve e interceptação para tentar diminuir o elevado número de pequenos aviões intrusos na região de Roraima. Assim, em 1994, chegaram à BABV os primeiros caças AT-27 e, em 1995, a 1ª Esquadrilha foi transformada no 1º/3º GAv - Esquadrão Escorpião.
Desde 1993 porta a insígnia da Ordem do Mérito Militar, concedida pelo presidente Itamar Franco.
Em 2010, a Base Aérea de Boa Vista sediou o Torneio de Aviação de Caça, uma das maiores festas da Força Aérea Brasileira e dedicada ao aprimoramento das equipagens de Combate.